# 謝克拉格 (喬治亞州)
謝克拉格（英語：Shake Rag）是位於美國喬治亞州福賽斯縣的一個非建制地區。該地的面積和人口皆未知。

## 地理
謝克拉格的座標為34°03′23″N 84°07′54″W / 34.05639°N 84.13167°W，而該地的平均海拔高度為311米（即1020英尺）。